# 羅州姜氏
羅州姜氏（ナジュガンし、らしゅうきょうし、나주강씨）は、朝鮮における姜氏の氏族の一つ。本貫は羅州市である。

## 主要人物
科挙及第者が2名いる。
- 姜福：1586年生まれ。1637年（仁祖15）武科の別試で丙科を取る。
- 姜得立：1609年生まれ。1637年（仁祖15）武科の別試で丙科を取る。

## 人口
統計庁によると、1985年調査では20世帯145名、2000年調査では1336世帯3935名、2015年調査では80名。